# Моріс Краттенмахер
Моріс Максиміліан Краттенмахер (нім. Maurice Maximlian Krattenmacher, нар. 11 серпня 2005, Мюнхен, Німеччина) — німецький футболіст, атакувальний півзахисник мюнхенської «Баварії».
На правах оренди грає в берлінській «Герті».

## Ігрова кар'єра

### Клубна
У 2013 році Моріс Краттенмахер приєднався до клубної академії мюнхенської «Баварії», де провів три роки. Завершив молодіжну кар'єру футболіст в клубі «Унтергахінг». У 2021 році Моріс підписав з клубом професійний контракт до 2023 року з можливістю продовження угоди до 2025 року. У 2022 році Краттенмахер дебютував у першій команді, що грала в Регіональній лізі "Баварія" і допоміг команді підвищитися до Третьої ліги.
На початку червня 2024 року футболіст повернувся до «Баварії» але вже в тому ж місяці відбув в оренду до клубу Другої Бундесліги «Ульм 1846».
Наступний сезон футболіст також почав в оренді. Він перейшов до іншого клубу Другої Бундесліги — до берлінської «Герти».

### Збірна
У 2022 році в складі збірної Німеччини (U-17) Краттенмахер брав участь у юнацькому чемпіонаті Європи в Ізраїлі. На турнірі футболіст провів дві матчі.

## Досягнення
Унтергахінг
- Переможець Регіональної ліги Баварія: 2022/23